# Schammesrieth
Schammesrieth ist ein Ortsteil der Gemeinde Theisseil im Landkreis Neustadt an der Waldnaab in Bayern.

## Geographie
Der Weiler liegt südöstlich des Kernortes Theisseil. Östlich des Ortes verläuft die Kreisstraße NEW 26 und westlich die Staatsstraße 2166. Durch den Ort fließt der Schammesriether Bach.

## Einwohnerentwicklung in Schammesrieth ab 1838
| Jahr | Einwohner | Gebäude |
| ---- | --------- | ------- |
| 1838 | 34        | 5       |
| 1861 | 32        | k. A.   |
| 1871 | 26        | 17      |
| 1885 | 39        | 5       |
| 1900 | 30        | 5       |
| 1913 | 34        | 5       |

| Jahr | Einwohner | Gebäude |
| ---- | --------- | ------- |
| 1925 | 45        | 5       |
| 1950 | 22        | 5       |
| 1961 | 21        | 4       |
| 1970 | 23        | k. A.   |
| 1987 | 25        | 6       |
| 2011 | 25        | k. A.   |

## Sehenswürdigkeiten
In der Liste der Baudenkmäler in Theisseil sind für Schammesrieth drei Baudenkmale aufgeführt:
- ein Dorfkreuz aus dem 19. Jahrhundert ist ein Holzkreuz mit Holzfiguren
- das Granitkreuz (Schammesrieth 4) ist wohl ein mittelalterliches Sühnekreuz
- das Wegkreuz (Lindenfeld) ist ein Gedenkkreuz, ein Gusseisenkruzifix auf bildstockartigem Granitsockel, bezeichnet mit „1906“